# MyID.be
MyID.be is een digitale identificatie-app waarmee gebruikers documenten digitaal kunnen ondertekenen en zich kunnen aanmelden aan de hand van hun eID. De app is beschikbaar voor Android en iOS. Sinds 2024 is myID.be een product van softwarebedrijf Pionira.

## Gebruik
MyID.be kan geïnstalleerd worden op Android en iOS besturingssystemen. Een eenmalige registratie is nodig aan de hand van een elektronische identiteitskaart (eID) en een elektronische USB-kaartlezer. De gebruiker kan hierna eenmalig een QR-code scannen om de mobiele app te activeren.